# جون كيتاجاوا
جون كيتاجاوا هو فنان قتال مختلط ياباني، ولد في 14 يوليو 1973 في اليابان.

## وصلات خارجية
- جون كيتاجاوا على موقع شيردوغ (الإنجليزية)